# TraceTogether
TraceTogether (спрощ.: 合力追踪; кит. трад.: 合力追蹤; піньїнь: Hé Lì Diàn Shì) — це цифрова система, впроваджена урядом Сінгапуру для полегшення відстеження контактів у відповідь на пандемію COVID-19 у Сінгапурі. Основна мета — швидка ідентифікація осіб, які могли контактувати з будь-ким, у кого був позитивний тест на COVID-19. Система допомагає ідентифікувати контакти, наприклад незнайомих людей, яких можна було б впізнати або запам'ятати. Разом із SafeEntry він дозволяє ідентифікувати конкретні місця, де може статися розрив між близькими контактами.

## Обговорення
4 січня 2021 року державний міністр внутрішніх справ Десмонд Тан заявив у парламенті, що поліція може отримати доступ до даних TraceTogether для проведення кримінальних розслідувань згідно з Кримінально-процесуальним кодексом, що суперечило попереднім запевненням міністра Балакрішнана та інших, що дані будуть використовуватися лише для відстеження контактів. Це розкриття сталося після розслідування, ініційованого представником громадськості в жовтні 2020 року, і поданням парламентського запитання депутатом Крістофером де Соузою на початку грудня 2020 року, з 3-місячною затримкою, пов'язаною з обговоренням можливості виключення TraceTogether. дані Кримінального процесуального кодексу.